# Mohamed Tarek Belaribi
Mohamed Tarek Belaribi (en arabe : محمد طارق بلعريبي), né le 21 février 1972 à Alger, est un homme politique algérien. 
Il est actuellement Ministre de l'Habitat, de l'Urbanisme et de la Ville depuis février 2021.

## Biographie

### Jeunesse et formation
Mohamed Tarek Belaribi a obtenu un diplôme d'Ingénieur en Génie civil.

### Parcours professionnel
Mohamed Tarek Belaribi a commencé sa carrière professionnelle en tant qu'Ingénieur en génie civil au niveau du groupe Cosider. Il a ensuite travaillé comme Ingénieur au niveau du CTC. Il a été Chef de Projet à l'Entreprise Nationale de la Promotion Immobilière (ENPI) et a également occupé le poste de Directeur Général de l'ENPI.
De 2015 à 2017, Belaribi a occupé le poste de Directeur Général de l'Agence nationale de l'amélioration et du développement du logement (AADL). Il a ensuite été nommé de nouveau Directeur Général de l'AADL en janvier 2020, avant de devenir Ministre de l'Habitat, de l'Urbanisme et de la Ville en février 2021.

### Parcours politique
Mohamed Tarek Belaribi a été nommé Ministre de l'Habitat, de l'Urbanisme et de la Ville  en février 2021. Avant cela, il avait occupé des postes importants dans le domaine de l'habitat et de la promotion immobilière en Algérie.

## Vie personnelle
Mohamed Tarek Belaribi est marié.